# Burkhard Ziese
Burkhard Ziese (* 1. Februar 1944; † 19. April 2010) war ein deutscher Fußballtrainer.
Ziese war mehrfach Trainer von Nationalmannschaften aus Entwicklungsländern sowie einiger Vereinsmannschaften. In Malawi betreute er neben der A-Nationalmannschaft auch die U20- und die Olympiamannschaft. Außerdem war Ziese für den Deutschen Fußball-Bund bei Projekten in Nepal, Tansania und Mauritius tätig und übernahm Aufgaben für den Weltverband FIFA.
Er lebte zuletzt in Ruppichteroth-Winterscheid.

## Trainerstationen
- 1978–1980 Nationaltrainer im Sudan
- 1983–1985 Vereinstrainer in Hongkong
- 1985–1986 Nationaltrainer in Thailand
- 1987–1990 Nationaltrainer in Pakistan
- 1990–1992 Nationaltrainer in Ghana
- 1994–1997 Nationaltrainer auf den Bermudas
- 1997–1998 Nationaltrainer in Sambia
- 200300000 Nationaltrainer in Ghana
- 2005–2006 Nationaltrainer in Malawi